# دراسات إفريقية

أفريقيا

الدراسات الأفريقية هي دراسة أفريقيا.وبالأخص مجتمعات وثقافات القارة بالمقابل لجولوجيتها وجغرافيتها وعلم الحيوان الخاص بها.. إلى أخره. ويضم  المجال دراسة التاريخ الأفريقي (قبل الأستعمار وخلال الاستعمار وبعد الاستعمار). علم السكان (الفئات العرقية). الثقافة والسياسة والاقتصاد واللغات والدين  (الإسلام والمسيحية والديانات التقليدية) المتخصصة في الدراسات الأفريقية في الغالب ما يتم الإشارة  له ب «مستفرق». المرتكز المفتاحي للتخصص هو استجواب المقاربة المعرفية والنظريات والطرق في التخصصات التقليدية باستخدام عدسة ناقدة والتي بدورها تقحم الطرق ذات الطبيعة الأفريقية للمعرفة والمراجع.
بالنسبة للمستفرقين والمعروفين أيضا بالمجتمعيين ويعتقد أن السبب بالمشاكل الأفريقية يعود لأن مجتمعات الدم واللحم الحقيقية التي تضم أفريقيا يتم تهميشها من قبل الحياة العامة كالعديد من «القبائل». وبالتالي فأن الحل يتم فهمه ليكون الحاجة للدفاع عن المجتمع ويضع المجتمعات الأفريقية كبيرة السن في المحور الأساسي الأفريقي. وقد تم أيضا القول بانه هنالك حاجة «لعدم تغريب» أفريقيا وبدلآ عن فهمها على أنها شيء مستثنى وفريد وغريب.

## المتوفون البارزون الأفريقيون
- شيينوا آشيبي (1930 - 2013).
- المؤرخ ادي عجايي (1929-2014)
- عبد الرحمن محمد بابو (1924 - 1996)
- فرانسوا باسوليت (1933-2001)
- ألبرت أوه بوهن (1932 -2006)
- باتريك تشابال (1914 - 1951)
- جون هينرك كلارك (1915 -1998)
- باسل دافيدسون (1914-2010)
- كينث ديج (1917 - 1983)
- الشيخ انتيا ديوب (1923 - 1983)
- ستفن اليس (1953 - 2015)
- جون فاج (1921- 2002)
- فرانز فانون (1925 - 1961)
- جوزيف غرينبرغ (1915 -2001)
- مارسيل غراولي (1898 - 1956)
- ويليام ليوهانزيري (1894 - 1965)
- ميلفل هيرسكوفيتس (1895 - 1963)
- مانويل ايرادير (1845 - 1911)
- أنثوني كيرك غرين (1925 - 2018)
- علي مزروعي (1933 - 2014)
- كارل مينهوف (1857- 1944)
- كوامي نكروما (1909 - 1972)
- جوليوس نيريري (1922- 1999)
- رولاند اوليفر (1923- 2014)
- جين برايس مارس (1876 - 1969)
- تيرانسي رانجر (1929 - 2015)[1]
- روبرت سوتيرلاند راتراي (1881 - 1938)
- والتر رودني (1942- 1982)
- جستينيان رويمامو (1942 - 1982)
- جان سورت كانال (1921 - 2007)
- ايفان فان سيرتيما (1953- 2009)
- يوسفو بالا أسمان (1945 - 2005)
- جان فانسينا (1929 - 2017)
- ديدريش ويسترمان (1875- 1956)
- ايفور ويلكس (1928- 2014)
- اندرو زياكوفسكي (1922-1994)

## المراكز الجامعية
- النمسا: معهد الدراسات الأفريقية، جامعة فيينا.[2]
- كندا: معهد الدراسات الأفريقية، جامعة كارلتون، أوتاوا
- الصين: معهد الدراسات الأفريقية، جامعة جيجيانغ نورمال
- الصين: مدرسة الدراسات الآسيوية والأفريقية، جامعة بكين  للدراسات الأجنبية.
- الصين: مدرسة الدراسات الآسيوية والأفريقية، جامعة شنغهاي للدراسات الدولية
- مصر: كلية الدراسات الأفريقية العليا، جامعة القاهرة
- إثيوبيا: مركز الدراسات الأفريقية، جامعة أديس أبابا، إثيوبيا
- ألمانيا: قسم الدراسات الأفريقية، جامعة هومبولت، ألمانيا
- ألمانيا: معهد الدراسات الآسيوية والأفريقية، جامعة هومبولت، ألمانيا.[3]
- ألمانيا: معهد الدراسات الأفريقية، جامعة هومبولت، ألمانيا
- ألمانيا: معهد الدراسات الأفريقية، جامعة بايروث، ألمانيا[4]
- هولندا: مركز الدراسات الأفريقية، لايدن
- نيجيريا: معهد الدراسات الأفريقية، جامعة إيبادان[5]
- البرتغال: مركز الدراسات الأفريقية بجامعة بورتو، بورتو [6]
- مركز الدراسات الأفريقية  (CAS)جنوب أفريقية: جامعة كيب تاون
- السويد: مركز الدراسات الأفريقية، جامعة دالارنا، السويد
- المملكة المتحدة: مركز الدراسات الأفريقية، جامعة كامبردج
- المملكة المتحدة: مركز الدراسات الأفريقية (ليدز)
- المملكة المتحدة: مركز دراسات غرب أفريقيا (برمنغهام)
- المملكة المتحدة: مدرسة الدراسات الشرقية والأفريقية
- الولايات المتحدة: قسم اللغات والآداب الأفريقية والشرق الأوسط والجنوب الاسيوي في جامعة روتجرز، جامعة ولاية نيو جرسي
- الولايات المتحدة: مركز الدراسات الأفريقية، جامعة بوسطن
- الولايات المتحدة: مركز الدراسات الأفريقية، جامعة ولاية ميشيغان
- الولايات المتحدة: مركز الدراسات الأفريقية، جامعة كاليفورنيا (لوس انجلوس)
- الولايات المتحدة: معهد أفريكانا للثقافات والدراسات السياسية
- الولايات المتحدة: مركز جامعة فلوريدا للدراسات الأفريقية
- الولايات المتحدة: قسم الدراسات الأفريقية بجامعة هوارد
- الولايات المتحدة: مركز الدراسات الأفريقية بجامعة هوارد

## المراكز الوطنية والعابرة للحدود الوطنية
- معهد الشمال الأفريقي
- معهد افريقيا للبحوث

## الجمعيات
- جمعية الدراسات الأفريقية (أمريكا الشمالية)
- جمعية الدراسات الأفريقية في أستراليا والمحيط الهادئ (أستراليا والمحيط الهادئ)
- رابطة الدراسات الأفريقية لأستراليا والمحيط الهادئ [7] (أستراليا والمحيط الهادئ)
- ASAUK[8]

## المشاريع
- المخطوطات ومشروع  محفوظات باموم.
- مشروع مخطوطات تمبكتو.
- مكتبة الأنترنت جنوب صحراء أفريقية (اليس أفريقية).

## برنامج الدرجات
كندا 
- جامعة كارلتون، معهد الدراسات الأفريقية - الدرجات الجامعية المشتركة مع مرتبة الشرف والدروس التعاونية في الدراسات الأفريقية.

مصر 
- جامعة القاهرة، معهد البحوث والدراسات الأفريقية.

أثيوبيا 
- جامعة أديس أبابا، مركز الدراسات الأفريقية.

ألمانيا 
- جامعة هومبولت، البكالوريوس في دراسات المناطق آسيا / أفريقيا وماجستير في الدراسات الأفريقية.

غانا
- جامعة غانا الماجستير والدكتوراه في الدراسات الأفريقية.

هولندا 
- جامعة ليدن، مركز الدراسات الأفريقية - ماجستير في الدراسات الأفريقية ودراسات الماجستير ماجستير الدراسات الأفريقية.

نيجيريا 
- جامعة إيبادان، نيجيريا درجة الماجستير والدكتوراه في الدراسات الأفريقية.

سويسرا 
- جامعة بازل، مركز الدراسات الأفريقية، بازل - ماجستير الدراسات الأفريقية.

المملكة المتحدة 
- جامعة كامبردج:  مركز الدراسات الأفريقية ودراسة الماجستير في الدراسات الأفريقية.

الولايات المتحدة الأمريكية 
- كلية بلويت، دراسات أفريقية طفيفة في مجال تخصصات الجامعة الرئيسية.
- جامعة فلوريدا الدولية، الماجستير في الدراسات الأفريقية، شهادات الدراسات الأفريقية.
- جامعة هوارد، المرحلة الجامعية والثانوية في الدراسات الأفريقية، الماجستير في الدراسات الأفريقية، دكتوراه في الدراسات الأفريقية.
- جامعة أوهايو، ماجستير في الدراسات الأفريقية.
- جامعة روتجرز، جامعة  كبيرة في اللغات والآداب الأفريقية  والشرق الأوسط والآسيوي الجنوبي، مع التركيز على المجال الإقليمي.
- جامعة ميشيغان، الدراسات العليا والصغرى في الدراسات الأفارقة  الأمريكيين   والأفارقة. أيضا، شهادة في الدراسات الأفريقية  لطلاب الدراسات العليا.